# 氰化亚硝酰
氰化亚硝酰是一种化合物，化学式为ONCN，它是蓝绿色气体。它是葡萄糖氧化酶催化的氨基氰氧化的产物。

## 制备与结构
氰化亚硝酰可由亚硝酰氯和氰化银在低温反应得到，它是平面分子，结构类似于亚硝酰氯。计算表明它可能存在同分异构体。